# 다라오촌
다라오촌(多羅尾村)은 시가현 고카군에 설치되었던 촌이다. 현재의 고카시에 해당한다.